# Fossado de Triana
O Fossado de Triana foi uma campanha militar levada a cabo em 1178 pelos portugueses, chefiados por D. Sancho, então príncipe herdeiro de D. Afonso Henriques, contra os almóadas, que por então controlavam o sul da península Ibérica.

## Contexto
O fossado deu-se quando expirou uma trégua assinada entre os portugueses e os almóadas. Os indícios de que os almóadas se preparavam para renovar a guerra contra os portugueses assim que expirada a trégua eram evidentes, pois em 1178 renovaram as defesas de Mértola e entre 1174 e 1175, reconstruíram as muralhas de Beja. Impunha-se também recuperar a capacidade militar das forças portuguesas para que se encontrassem aptas a combater assim que terminasse a trégua.[carece de fontes?]

## A campanha
A hoste portuguesa reuniu-se em Coimbra em Maio e incluíam tanto infantaria como cavalaria, contingentes oriundos da Ordem de Calatrava em Portugal, chefiada então por Gonçalo Viegas de Lanhoso, as milícias concelhias da cidade e também de várias outras localidades, como Santarém, Lisboa e Évora, e as mesnadas de alguns dos mais importantes nobres de Portugal, como Afonso Hermiges de Baião, Vasco Fernandes de Soverosa, Pedro Fernandes de Bragança e Soeiro Viegas de Ribadouro, senhores de Baião, Basto, Bragança e Lamego respectivamente. Contava a hoste com cerca de 2.300 cavaleiros e 5.000 peões, uma das maiores forças mobilizadas pela Coroa portuguesa até então. O infante D. Sancho estaria coadjuvado pelo alferes Pedro Afonso, a quem competia transportar a bandeira real.

### A marcha
De Coimbra, a hoste portuguesa chegou a Penela um dia depois e acampou ali. De Penela a hoste dividiu-se e reecontrou-se em na Golegã, presumivelmente para impedir que os muçulmanos se apercebessem de tão grande movimentação de guerreiros, bem como para evitar problemas logísticos. Novamente reunida a hoste, atravessaram o Tejo e alcançaram a cidade de Évora, enclave cristão em território muçulmano, a 150km de distância, estimando-se que tenham demorado quatro dias e noites.
Em Évora os portugueses esperaram pela chegada de reforços de Lisboa e Santarém. Informados pelos batedores que não se detectava nenhuma reacção muçulmana, os portugueses avançaram para o castelo de Valongo. A partir de Valongo os portugueses lançam algaras, ou pequenos raides para a obtenção de despojos ou destruição de bens nas regiões redor, à medida que a hoste avançava.
A cidade de Beja e sua região, ainda sob controlo almóada foram atacadas. Fazendo um amplo circuito pela moderna Estremadura espanhola, os portugueses cruzaram a Serra Morena e alcançaram Aljarafe, região criadora de gado.
Duas semanas após terem partido de Beja, os portugueses chegaram a Sevilha em finais de Junho e inícios de Julho, mas a sua hoste revelou-se insuficiente para tomar a grande cidade. Os portugueses acamparam a alguns quilómetros a ocidente de Sevilha.

### Batalha campal

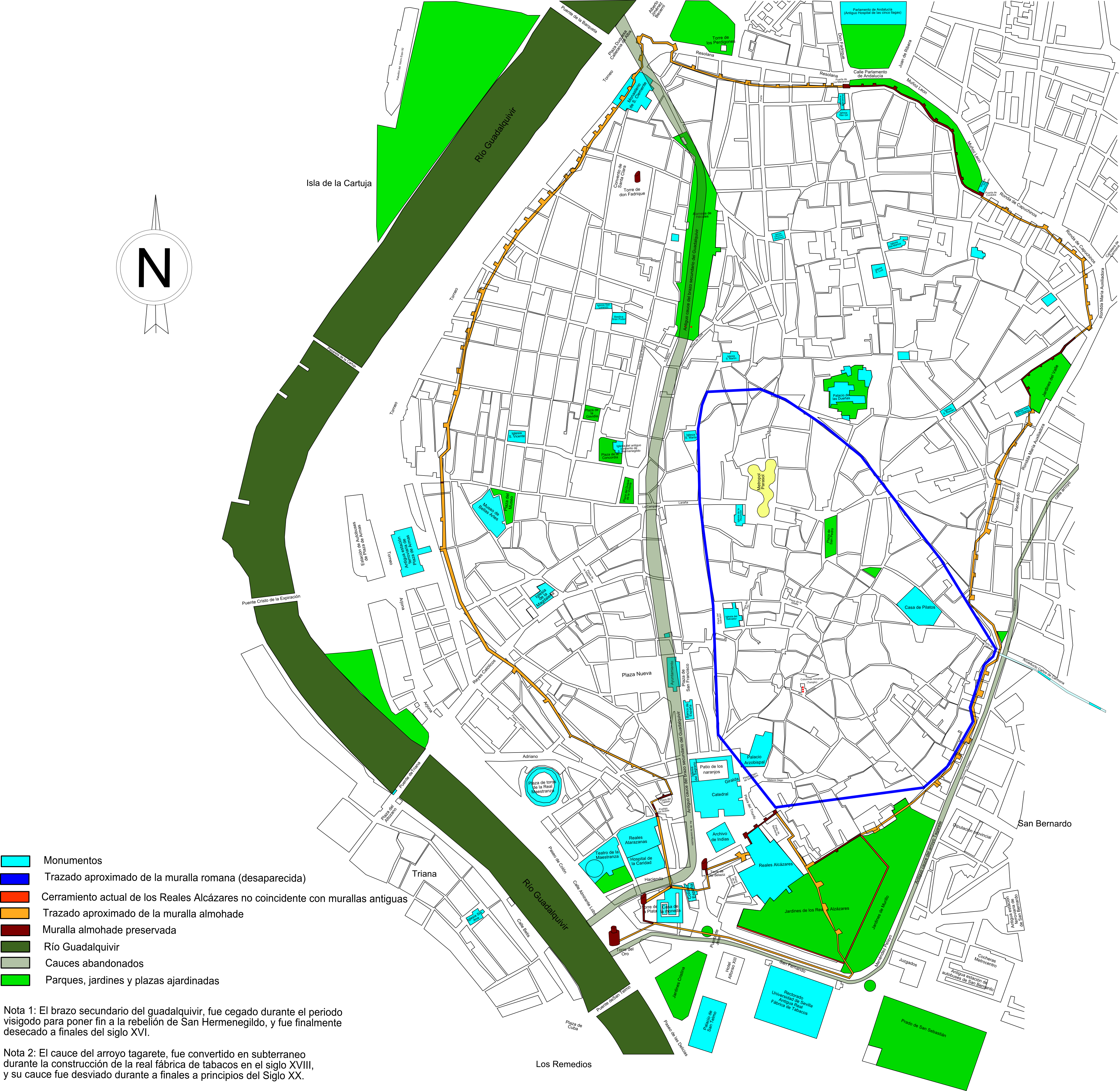
Plano das muralhas de Sevilha.

No dia seguinte, deu-se uma batalha campal entre a hoste portuguesa e uma hoste reunida pelos almóadas para destroçar os portugueses. A ordem de batalha portuguesa era composta por vanguarda, corpo central, rectaguarda e duas alas, para além de uma reserva encarregue de defender o acampamento. O infante D. Sancho comandava na vanguarda com 600 cavaleiros e 1500 peões e na rectaguarda encontravam-se igualmente 600 cavaleiros mas sem infantaria. As alas tinham 250 cavaleiros e 2000 peões cada uma. A reserva era composta por alguns lanceiros e besteiros.
A hoste muçulmana era profunda e continha cavalaria ligeira na vanguarda e grande número de infantaria na rectaguarda, não sendo impossível a presença de cavaleiros pesados andaluzes e escravos negros arqueiros. Os muçulmanos atravessaram o Guadalquivir mas isto deixou-os encurralados entre os portugueses e o rio. Os combates iniciaram-se com a troca de projécteis e as manobras da cavalaria ligeira almóada mas foram os esquadrões de cavalaria pesada na vanguarda portuguesa que avançaram primeiro contra as linhas inimigas. A carga não logrou destroçar a vanguarda muçulmana e os portugueses dividiram-se me quatro ou cinco grupos separados. A vanguarda foi, porém, socorrida pelo corpo central da hoste portuguesa, bem como pelas alas, que avançaram para a batalha em socorro do príncipe herdeiro e pouco depois os guerreiros almóadas e andaluzes começam a debandar de regresso a Sevilha, fortemente amuralhada.

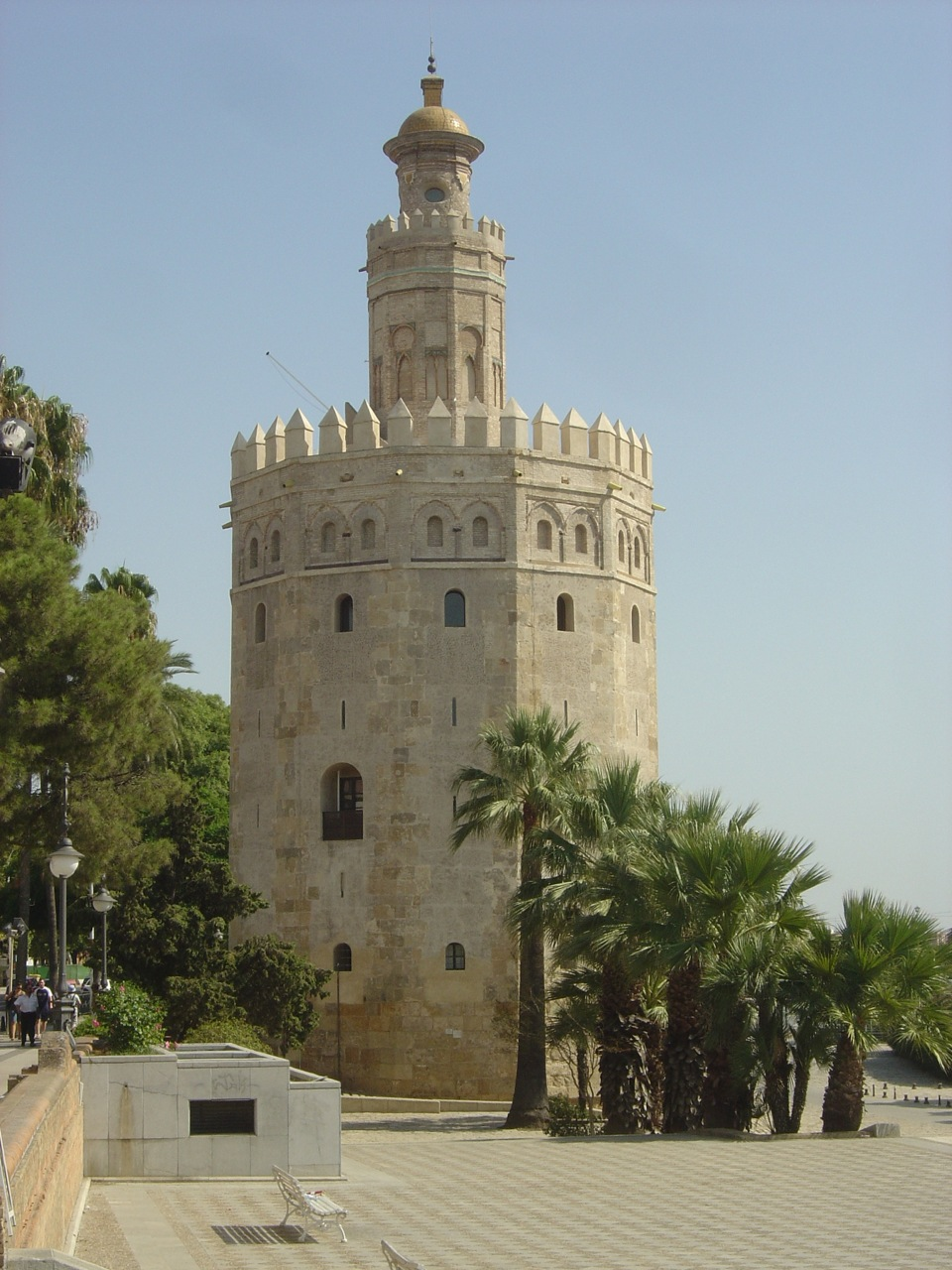
A Torre del Oro, antiga atalaia almóada.

Embora Sevilha quedasse na margem esquerda do rio, o subúrbio de Triana ficava na margem direita, ligada a Sevilha por uma ponte de barcas perto da Torre del Oro. Uma torre na margem direita dominava o acesso à ponte. Os subúrbios foram saqueados e ricos despojos tomados. As galés muçulmanas varadas daquele lado do rio foram incendiadas.

### Caminho de regresso
No caminho de regresso a Coimbra, Niebla e Gibraleón foram saqueados. A travessia do Guadiana foi feita perto de Mértola, no Vale das Azenhas, e alcançou Beja, provavelmente entre 9 e 24 de Julho. Ali souberam que a guarnição de Beja e de Serpa, comandadas por Ibn Timsalit e Ali ben Wazir respectivamente, se encontravam fora, envolvidas num fossado contra a região de Alcácer do Sal, conquistada pelos portugueses em 1158.
Um destacamento de 1400 cavaleiros ligeiros juntamente com a guarnição de Alcácer do Sal derrotaram um contingente almóada de Beja e Serpa, comandado pelos alcaides Ibn Wazir e Ibn Timsalit, ambos mortos em combate.

## Consequências
O grande fossado de Triana foi uma das mais ousadas operações militares da história de Portugal e permitiu ao príncipe Sancho afirmar-se como um digno comandante e herdeiro ao trono. Todos os objectivos da expedição foram alcançados, nomeadamente a tomada de despojos, a destruição de bens aos muçulmanos, a afirmação de D. Sancho e retomar a expansão de Portugal em direcção ao sul.
O poderio almóada não foi, porém, afectado e logo em finais de 1178 ou em inícios de 1179 os muçulmanos invadiram Portugal por terra e por mar, em represália pelo fossado de Triana. Atacaram o castelo de Abrantes, que não conseguiram conquistar. É neste contexto que se dá a Batalha do Cabo Espichel, em que o almirante D. Fuas Roupinho derrotou uma frota almóada enviada a pilhar as costas portuguesas.